# Campanha presidencial de Donald Trump em 2024
Donald Trump, o 45º Presidente dos Estados Unidos, anunciou sua campanha de reeleição e candidatura para um segundo mandato não consecutivo na eleição presidencial dos EUA de 2024 em um discurso em Mar-a-Lago em Palm Beach, Flórida, em 15 de novembro de 2022.
Segundo relatos, Trump já estava considerando concorrer à presidência novamente imediatamente após sua derrota na eleição presidencial dos EUA de 2020 para o desafiante do Partido Democrata, Joe Biden. Na semana de 9 de novembro de 2020, Trump mencionou ao senador do Partido Republicano, Kevin Cramer: "Se isso não der certo, vou concorrer novamente em quatro anos". Em dezembro de 2021, a CNN relatou que a "abordagem de esperar para ver de Trump para a eleição de 2024 congelou a próxima primária presidencial republicana", com possíveis concorrentes mantendo-se em silêncio enquanto aguardavam a decisão oficial de Trump sobre o assunto. Mais tarde, um grupo de apoiadores de Trump atacou o prédio do Capitólio dos Estados Unidos para impedir a certificação dos resultados das eleições no ataque ao Capitólio dos Estados Unidos em 6 de janeiro.
Após meses de especulação, Trump anunciou sua candidatura à presidência em um discurso em 15 de novembro de 2022 para apoiadores em sua propriedade em Mar-a-Lago, na Flórida. Seu anúncio recebeu ampla cobertura da mídia e uma resposta mista tanto de democratas quanto de republicanos. Alguns democratas receberam a campanha com cautela, considerando Trump como alguém vencível, enquanto outros se opuseram a ela, citando os efeitos negativos que poderia ter na democracia dos EUA. Alguns republicanos, principalmente os leais a Trump, receberam a campanha com entusiasmo, enquanto outros (incluindo muitos políticos republicanos eleitos) se opuseram a ela, considerando Trump como um candidato fraco e vencível que havia perdido para os republicanos nas últimas eleições. A candidatura de Trump foi bem-sucedida, onde Trump quebrou recorde de Biden como o candidato mais velho já eleito para a presidência.
Em 30 de março de 2023, Trump foi acusado de 34 acusações de fraude relacionadas ao seu suposto envolvimento em pagamentos de dinheiro para a atriz de filmes pornográficos Stormy Daniels antes da eleição presidencial dos EUA de 2016. Trump chamou sua acusação de perseguição política e interferência eleitoral. Em 9 de maio, Trump foi considerado responsável por abuso sexual e difamação contra a jornalista E. Jean Carroll. Trump disse que apelará da decisão, alegando que ela representa uma "tentativa inconstitucional de silenciá-lo". Posteriormente, em 8 de junho, Trump foi indiciado por um grande júri federal por reter indevidamente documentos classificados em sua residência de Mar-a-Lago e, novamente, em 1º de agosto, por seu papel na tentativa de reverter os resultados da eleição de 2020.
A campanha foi bem sucedida, com Trump sendo eleito com perto de 51% dos votos.

## Antecedentes

### Atividades anteriores e controvérsias
Trump venceu as eleições gerais de 2016 com 304 votos eleitorais contra os 227 da candidata democrata Hillary Clinton. Ele perdeu o voto popular, recebendo quase 3 milhões de votos a menos que Clinton, a maior margem negativa de qualquer candidato presidencial vencedor na história; sendo assim eleito o 45º presidente dos Estados Unidos em 8 de novembro de 2016 e empossado em 20 de janeiro de 2017. Ele tentou sem sucesso a reeleição nas eleições presidenciais dos Estados Unidos em 2020, perdendo para o candidato democrata Joe Biden, que obteve 306 votos eleitorais contra os 232 de Trump. Trump também perdeu o voto popular por 7 milhões de votos. Com uma semana restante em seu mandato, Trump foi impugnado pela Câmara dos Representantes por incitamento à insurreição por suas ações durante o ataque ao Capitólio em 6 de janeiro, mas foi absolvido pelo Senado, controlado pelos democratas, porque o voto de 57-43 a favor da condenação ficou aquém da maioria de dois terços (67 de 100 senadores) necessária. Trump é o único presidente dos EUA a ter sido impugnado duas vezes. Trump continua a afirmar falsamente que a eleição foi roubada, o que gerou controvérsias contínuas dentro do partido republicano.
Trump é geralmente considerado por historiadores e acadêmicos presidenciais como um dos piores presidentes da história dos EUA. Uma pesquisa representativa de especialistas em presidência classificou Trump em último lugar em habilidades gerais, formação, integridade, inteligência e nomeações executivas, e penúltimo em liderança partidária, relação com o congresso e habilidade de compromisso. Entre o público americano, a média de aprovação de Trump de 41 por cento foi a mais baixa de qualquer presidente desde que a Gallup começou a fazer pesquisas, e ele deixou o cargo com uma taxa de aprovação de 34 por cento e taxa de desaprovação de 62 por cento em suas pesquisas finais.
Até dezembro de 2022, Trump está enfrentando inúmeras ações judiciais e investigações criminais sobre suas atividades. As quatro principais investigações criminais envolvendo Trump atualmente dizem respeito a: 1) alegações de remoção indevida de um grande número de documentos classificados para sua residência em Mar-a-Lago após seu mandato; 2) suas ações alegadas durante o ataque ao Capitólio em 6 de janeiro; 3) suas supostas tentativas de intimidar funcionários eleitorais da Geórgia e obstruir os resultados das eleições presidenciais de 2020 na Geórgia; 4) e suas supostas fraudes financeiras ao representar mal seus ativos ao tentar obter empréstimos e avaliações para seus negócios. O chefe da campanha presidencial de Trump em 2016, Paul Manafort, seu ex-principal estrategista político, Steve Bannon, e o ex-conselheiro de campanha, Michael Cohen, todos foram condenados por diversos crimes e sentenciados à prisão desde 2018. Pelo menos outros 8 membros das campanhas anteriores de Trump foram acusados de crimes desde 2017.

### Discussões sobre uma possível candidatura
Nos dias que antecederam o final de seu mandato em janeiro de 2021, Trump começou a discutir a possibilidade de formar um terceiro partido, a ser chamado de "Partido Patriota", para disputar a eleição contra candidatos tanto democratas quanto republicanos. Porta-vozes de Trump posteriormente negaram que ele tivesse tais planos.
Em março de 2021, a sobrinha de Trump, a psicóloga Mary L. Trump, afirmou que Trump não concorrerá novamente à presidência de maneira genuína, mas irá "fingir" concorrer à presidência para lucrar com a publicidade gerada por tal esforço. No entanto, em abril de 2021, a CNN informou que Trump estava "ansioso para voltar à Casa Branca" e que o apoio de Trump a candidatos de outras corridas naquele momento estava "principalmente voltado para apoiar esse objetivo".
Em julho de 2022, à medida que as audiências públicas do Comitê Seleto da Câmara sobre o Ataque de 6 de Janeiro estavam progredindo, Trump estaria considerando fazer um anúncio antecipado de sua candidatura em 2024. Em 14 de julho de 2022, a Intelligencer publicou uma entrevista com Trump, com base na qual eles relataram que Trump já havia tomado uma decisão e estava apenas decidindo quando declarar. Após a busca do FBI em Mar-a-Lago em agosto de 2022, muitos aliados de Trump instaram que ele anunciasse sua candidatura mais cedo, incluindo alguns que haviam aconselhado anteriormente que ele adiasse um anúncio até depois das eleições de meio de mandato. Durante um comício em Iowa às vésperas das eleições de meio de mandato dos Estados Unidos de 2022, Trump declarou: "para tornar nosso país bem-sucedido, seguro e glorioso, muito, muito, muito provavelmente farei isso de novo", indicando que ele poderia anunciar sua candidatura em breve, provocando especulações de que ele anunciaria assim que na semana de 14 de novembro de 2022.

### Elegibilidade
A questão da elegibilidade de Trump para concorrer à presidência em 2024 é delineada pela Constituição dos Estados Unidos. Duas emendas que abordam essa questão são a 14ª e a 22ª Emendas.

### Elegibilidade sob a 22ª Emenda
Trump foi eleito presidente apenas uma vez, em 2016, portanto, não está limitado a concorrer novamente pela 22ª Emenda, que permite dois mandatos completos. Mesmo antes de perder a eleição de 2020, ele publicamente proclamou sua disposição em buscar um terceiro mandato em 2024, apesar de isso ser explicitamente proibido. Trump alegou que Barack Obama havia espionado ele e sua campanha, e que isso significava que ele estava "'autorizado' [a um terceiro mandato] porque foi espionado".
Trump está buscando se tornar o segundo presidente a cumprir mandatos não consecutivos, após Grover Cleveland, que foi reeleito em 1892. O último presidente de um único mandato a concorrer a um segundo mandato não consecutivo foi Herbert Hoover, que, após servir de 1929 a 1933, fez tentativas malsucedidas em 1936 e 1940 após sua derrota em 1932.

### Elegibilidade sob a 14ª Emenda
Após a Guerra Civil Americana, foi aprovada a 14ª Emenda. A Seção 3 da emenda proíbe qualquer pessoa de ocupar cargo público se tiver prestado anteriormente um juramento de apoio à Constituição, mas depois "se envolveu em insurreição ou rebelião contra os [Estados Unidos], ou prestou auxílio ou conforto aos inimigos destes". O texto completo desta seção é o seguinte: 

Seção 3. Nenhuma pessoa será Senador ou Representante no Congresso, ou eleitor de Presidente e Vice-Presidente, ou ocupará qualquer cargo, civil ou militar, sob os Estados Unidos, ou sob qualquer Estado, que, tendo anteriormente prestado juramento, como membro do Congresso, ou como oficial dos Estados Unidos, ou como membro de qualquer legislatura estadual, ou como oficial executivo ou judicial de qualquer Estado, para apoiar a Constituição dos Estados Unidos, tenha se envolvido em insurreição ou rebelião contra a mesma, ou tenha prestado auxílio ou conforto aos seus inimigos. Mas o Congresso pode, por votação de dois terços de cada Casa, remover tal incapacidade.

O papel de Trump no ataque ao Capitólio dos Estados Unidos em 6 de janeiro é citado por oponentes como motivo para sua desqualificação de buscar um cargo público. Em 10 de janeiro de 2021, Nancy Pelosi, a Presidente da Câmara, solicitou formalmente a opinião dos Representantes sobre se a Seção 3 se aplicava ao Presidente em fim de mandato. Em 13 de janeiro de 2021, a Câmara dos Representantes impetrou impeachment contra Trump por 'incitação à insurreição' com um voto de 232 a 197. Em 13 de fevereiro de 2021, o Senado votou sobre a acusação, com 57 senadores votando 'culpado' e 43 como 'não culpado'; a remoção por impeachment requer uma supermaioria de dois terços do Senado dos Estados Unidos para condenar em um julgamento de impeachment.
Alguns especialistas jurídicos acreditam que um tribunal seria necessário para fazer uma determinação final se Trump foi desqualificado sob a Seção 3. Em setembro de 2022, um juiz do Distrito do Novo México removeu o oficial local Couy Griffin do cargo devido à sua participação no ataque de 6 de janeiro, o que alguns comentaristas consideraram ter estabelecido um precedente para barrar Trump de ocupar cargos públicos. Um estado também pode determinar que Trump está desqualificado sob a Seção 3 para aparecer na cédula eleitoral desse estado. Trump poderia recorrer à justiça em caso de desqualificação pelo Congresso ou por um estado. Além de ação legislativa estadual ou federal, uma ação judicial poderia ser movida contra Trump buscando sua desqualificação sob a Seção 3. A própria 14ª Emenda fornece um caminho para que Trump alegue elegibilidade em tal caso:[carece de fontes?]
"Mas o Congresso pode, por votação de dois terços de cada Casa, remover tal incapacidade."

## Anúncio
Em 15 de novembro de 2022, Trump anunciou sua candidatura em Mar-a-Lago em um discurso de uma hora de duração. O anúncio ocorreu uma semana após a eleição na qual os candidatos a deputados apoiados por Trump tiveram um desempenho abaixo dos candidatos não apoiados por Trump, com uma diferença de sete pontos percentuais. Seu discurso de anúncio foi "repleto de pontos de discussão exagerados e falsos" e pelo menos "20 alegações falsas e enganosas", proferindo a primeira alegação imprecisa "cerca de dois minutos após o início e alguns minutos depois, citando pelo menos quatro alegações hiperbólicas sobre suas próprias realizações". O Fact Check do New York Times afirmou que "o Sr. Trump repetiu muitas exagerações familiares sobre suas próprias conquistas, reiterou ataques enganosos aos oponentes políticos e fez avaliações sombrias que iam contra a realidade."

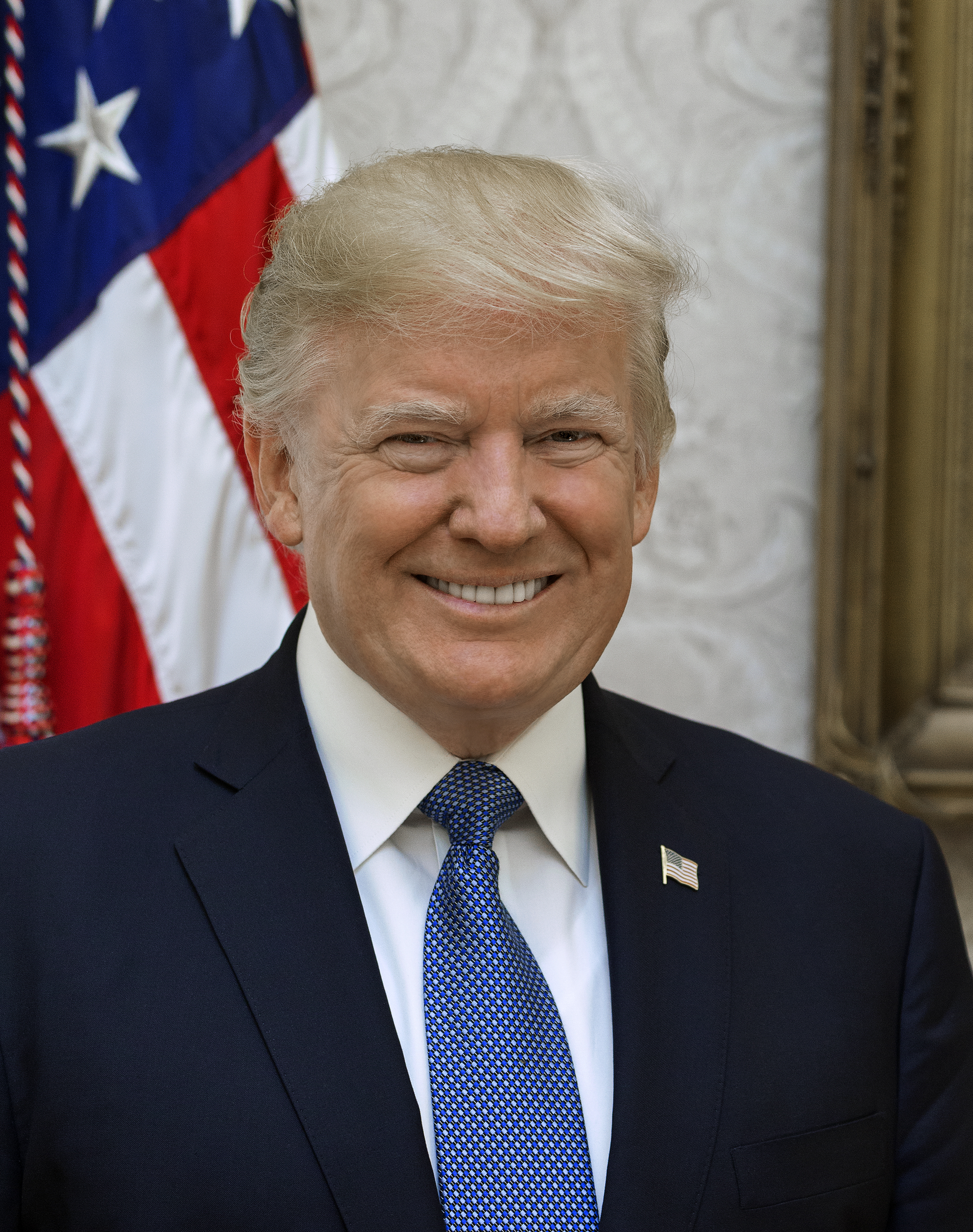
Retrato oficial de Donald Trump, em 2017.

O New York Post zombou do anúncio de Trump relegando-o à página 26 e mencionando-o na capa com uma manchete que diz "Florida Man Faz Anúncio". O artigo se referiu a Mar-a-Lago como "a biblioteca de documentos classificados de Trump" em referência à investigação em curso sobre o suposto manuseio impróprio de materiais classificados por Trump, que ele havia levado para Mar-a-Lago após sua presidência por razões ainda não claras.

### Participantes
O anúncio contou com a presença do comediante Alex Stein; o consultor Roger Stone; o empresário Mike Lindell; o Representante Madison Cawthorn (R-NC); o ex-vice-diretor do Escritório de Orçamento e Gestão, Russell Vought; o assessor político Jason Miller; o advogado Kash Patel; o analista político Sebastian Gorka; e o assessor político Hogan Gidley. O Insider observou que "muitos membros do Congresso não estavam presentes", incluindo Matt Gaetz. Membros da família que estiveram presentes incluíram a esposa de Trump e ex-primeira-dama Melania, os filhos de Trump, Barron e Eric, a esposa de Eric, Lara, e o genro de Trump, Jared Kushner. Suas filhas, Ivanka e Tiffany, não compareceram à festa de anúncio; Ivanka disse que não participaria da política no futuro e não faria parte da campanha presidencial de seu pai. O filho de Trump, Donald Trump Jr., também não compareceu. Ivanka havia sido uma conselheira sênior na administração de seu pai e também foi diretora do Escritório de Iniciativas Econômicas e Empreendedorismo. Trump convidou o almirante Charles Kubic, porta-voz nacional da VFAF, Donna e Stan Fitzgerald, principal assessor político dos Veteranos para Trump, com Angie Wong, representante nacional de mídia da VFAF da organização. Os Fitzgeralds e Wong compareceram, Kubic estava fora do país. A organização VFAF fará parte da equipe da coalizão de Trump para a campanha.

## Desenvolvimentos pós-anúncio
Três dias após Trump anunciar sua candidatura, o Procurador-Geral dos Estados Unidos, Merrick Garland, nomeou Jack Smith para servir como procurador especial nas investigações sobre o papel de Trump no ataque de 6 de janeiro e na manipulação indevida de registros governamentais. Procuradores especiais podem ser nomeados quando há um conflito de interesse ou sua aparência, e Garland disse que as candidaturas políticas anunciadas tanto de Trump quanto do Presidente Biden o levaram a tomar o que ele descreveu como um "passo extraordinário". As investigações de procuradores especiais operam em grande parte independentes do controle do Departamento de Justiça, de acordo com regulamentos federais de décadas atrás, e Garland afirmou que a "nomeação ressalta o compromisso do departamento com a independência e a responsabilidade em questões especialmente sensíveis".
No final de novembro de 2022, Kanye West anunciou sua própria candidatura para a eleição presidencial de 2024. Pouco depois, West visitou Trump em Mar-a-Lago, trazendo consigo Nick Fuentes, um nacionalista branco e negacionista do Holocausto. West afirmou que depois de pedir a Trump para ser seu candidato a vice-presidente, "Trump começou basicamente a gritar comigo na mesa, dizendo que eu ia perder". Trump respondeu com um comunicado dizendo que West "apareceu inesperadamente com três de seus amigos, sobre os quais eu não sabia nada", e em um comunicado posterior reconheceu ter aconselhado West a desistir da corrida. Vários outros possíveis candidatos para 2024 falaram após esse evento, com o governador do Arkansas, Asa Hutchinson, chamando a reunião de "muito preocupante", e o ex-vice-presidente de Trump, Mike Pence, pedindo que Trump se desculpasse por dar a Fuentes "um lugar à mesa". Mitch McConnell disse que Trump tinha poucas chances de vencer a eleição presidencial de 2024 como resultado do jantar.
Em 3 de dezembro de 2022, após a publicação dos "Arquivos do Twitter" por Elon Musk, Trump reclamou de fraude eleitoral e postou no Truth Social, pedindo "a revogação de todas as regras, regulamentos e artigos, mesmo aqueles encontrados na Constituição".
A Organização Trump foi condenada por 17 acusações de fraude criminal em dezembro de 2022, e pesquisas indicaram que a maioria dos americanos acreditava que Trump deveria ser acusado de crimes adicionais.
Em 28 de janeiro de 2023, ele realizou seus primeiros eventos de campanha na Carolina do Sul e em New Hampshire.
Em 4 de março de 2023, Trump proferiu um longo discurso de abertura na convenção CPAC, também frequentada por Nikki Haley, mas não por outros candidatos republicanos em potencial. Em seu discurso, Trump prometeu ser a retribuição para aqueles que foram prejudicados e afirmou que era o único candidato que poderia evitar a Terceira Guerra Mundial.
Em 25 de março de 2023, Trump realizou um comício em Waco, Texas, durante o 30º aniversário do cerco de Waco.
Em 7 de abril de 2023, foi relatado que Trump procurou contratar a ativista de extrema-direita Laura Loomer, seja para sua campanha ou para o principal super PAC.
No final de abril, Trump sugeriu que não estava interessado em debater com outros concorrentes republicanos, pelo menos não até mais tarde no ano.
Em 10 de maio de 2023, Trump apareceu em um evento único com a apresentadora de notícias Kaitlan Collins no CNN Republican Town Hall com Donald Trump no St. Anselm College, em New Hampshire, com uma audiência de eleitores republicanos e indecisos. Durante o evento, Trump se atribuiu o crédito pela revogação do caso Roe v. Wade, apoiou o não pagamento da dívida nacional na disputa pelo teto da dívida e novamente afirmou que a eleição de 2020 foi roubada. Trump também sugeriu perdoar aqueles condenados como resultado do ataque ao Capitólio dos Estados Unidos em 6 de janeiro.

### Indiciamentos
Em 30 de março de 2023, Trump foi indiciado por um grande júri de Manhattan por seu suposto papel em um escândalo decorrente de pagamentos de dinheiro sigiloso feitos à atriz de filmes adultos Stormy Daniels antes da eleição presidencial de 2016. Trump divulgou um comunicado chamando o indiciamento de "perseguição política" e disse que isso "reverteria massivamente" contra o Presidente Joe Biden. Falando com Wolf Blitzer, da CNN, o ex-vice-presidente Mike Pence chamou o indiciamento de "escândalo".
Trump enviou e-mails aos seus apoiadores pedindo doações para "defender nosso movimento das caças às bruxas intermináveis" e escreveu que as doações teriam um "impacto de 1.500%". Nas duas semanas seguintes ao indiciamento, ele arrecadou 15,4 milhões de dólares, mais do que havia arrecadado nos três meses anteriores.
Em 8 de junho de 2023, Trump foi indiciado federalmente com 37 acusações de crimes graves relacionadas a seu suposto manuseio indevido de documentos classificados pelo escritório da investigação do procurador especial Smith. Durante sua audiência de acusação em 13 de junho, Trump se declarou inocente de todas as acusações. Horas após a acusação, Trump disse em um discurso no Trump National Golf Club que irá "perseguir" Joe Biden se ele vencer a eleição de 2024 e nomeará "um verdadeiro procurador especial" para "toda a família criminosa Biden".

### Caso civil
Em 25 de abril de 2023, o julgamento civil começou no United States District Court for the Southern District of New York sobre alegações feitas por E. Jean Carroll, de que Trump a estuprou na loja de departamentos Bergdorf Goodman em 1995 ou 1996. Em 9 de maio de 2023, o júri considerou Trump responsável por abuso sexual e difamação contra Carroll, mas não o considerou responsável por estupro. Eles concederam a Carroll US$5 milhões em danos. Trump disse que apelará da decisão, descrevendo-a como "silenciamento inconstitucional".

## Escolha do vice-presidente
Mike Pence atuou como vice-presidente de Trump de 2017 a 2021, tendo sido o companheiro de chapa escolhido por Trump tanto nas eleições de 2016 quanto nas de 2020. Em março de 2021, a Bloomberg News informou que, se Trump concorrer novamente em 2024, Pence "provavelmente não estará na chapa" e que Trump já "discutiu alternativas a Pence", enquanto os assessores de Trump "discutiram a possibilidade de identificar um companheiro de chapa negro ou feminino para sua próxima candidatura". Em março de 2022, Trump anunciou que, se concorrer à reeleição e vencer a indicação do Partido Republicano, Pence não seria seu companheiro de chapa. Caso isso ocorra, ele será o primeiro presidente desde Gerald Ford a escolher alguém que não seja seu primeiro vice-presidente como companheiro de chapa. Em junho de 2022, um ex-assessor testemunhou que Trump havia opinado com sua equipe durante o ataque ao Capitólio que Pence "merecia" os gritos de "enforquem Mike Pence" feitos pela multidão. Nomes levantados como possíveis candidatos para a posição incluem a governadora da Dakota do Sul, Kristi Noem, e o senador da Carolina do Sul, Tim Scott. Em abril de 2021, Trump indicou que estava considerando o governador da Flórida, Ron DeSantis, para a posição, destacando sua amizade com DeSantis e o status de estado pendular da Flórida. Desde então, Trump começou a criticar fortemente DeSantis em meio a especulações generalizadas de que ele poderia desafiar Trump nas primárias presidenciais republicanas de 2024. DeSantis lançou sua própria campanha presidencial em 24 de maio de 2023.
Em julho, na Convenção Nacional Republicana de 2024, J. D. Vance (R-OH) foi anunciado como companheiro de chapa de Trump.

## Endossos
Vários funcionários republicanos em níveis federais e estaduais foram rápidos em endossar a candidatura de Trump, enquanto outros foram notados por permanecer em silêncio sobre a questão, e alguns declararam oposição.

## Apoio
O Politico observou em dezembro de 2020 que muitas figuras republicanas estavam expressando apoio a uma candidatura de Trump em 2024, citando o senador do Missouri, Josh Hawley, que disse: "Se ele concorrer em 2024, acredito que ele será o candidato. E eu apoiaria ele fazendo isso." Pesquisas nacionais de opinião pública mostraram que Trump rapidamente dominava o campo de potenciais candidatos republicanos em 2024. O senador de Utah, Mitt Romney, embora seja contra Trump, afirmou em fevereiro de 2021 que se Trump concorresse em 2024, ele venceria a indicação republicana com folga. No mesmo mês, o líder republicano da minoria no Senado, Mitch McConnell, afirmou que "absolutamente" apoiaria Trump se este fosse novamente indicado.
A apresentadora da TV estatal russa, Olga Skabeyeva, disse que a Rússia, que supostamente interferiu nas eleições presidenciais de 2016 e 2020 para ajudar Trump, "terá que pensar se reinstalá-lo como presidente americano novamente". Em abril de 2022, oficiais de inteligência americanos avaliaram que a Rússia pretendia se vingar da administração Biden por suas sanções contra a Rússia e ajuda à Ucrânia, intervindo na eleição em favor de Trump. Um apresentador de TV estatal russo, Evgeny Popov, disse em março de 2020: "ajudar novamente nosso parceiro Trump a se tornar presidente".

## Oposição
A rede de doadores de Charles Koch anunciou que financiaria um desafio nas primárias contra Trump.
Nikki Haley anunciou sua campanha presidencial para 2024 em 14 de fevereiro de 2023, tornando-se a primeira desafiante a Trump nas primárias presidenciais do Partido Republicano em 2024. Uma de suas primeiras declarações como candidata foi pedir que candidatos com mais de 75 anos - o que incluiria tanto Trump quanto Biden - fossem obrigados a fazer um teste de competência.